# Шаш
Шаш (Carex) или оштрика, оштрица је биљни род трајних зелени из породице шиљева. Једнополни цветови шаши су скупљени у сложене цвасти, слично као и код трава. Род обухвата преко 1.000 врста, које најчешће расту на влажним стаништима, док неке сежу све до горње границе вегетације високих планина, где је присутна физиолошка суша.

## Врсте шаша у Србији
Овај веома бројан род је у Србији заступљен са близу 80 врста:
- Carex acuta L. (шиљата оштрика)
- Carex acutiformis Ehrh. (мочварна оштрика)
- Carex alba Scop. (светла оштрика)
- Carex appropinquata Schumacher
- Carex arenaria L. (пешчарска оштрика)
- Carex atrata L. (чађава оштрика)
- Carex bohemica Schreber
- Carex brachystachys Schrank
- Carex brevicollis DC.
- Carex brizoides L. (треперава оштрика)
- Carex buekii Wimmer
- Carex caespitosa L. (бусенаста оштрика)
- Carex canescens L. (сива оштрика)
- Carex caryophyllea Latourr. (пролећна оштрика)
- Carex curta Good.
- Carex curvula All. (свинути шаш)
- Carex davalliana Sm. (тресавска оштрика)
- Carex depauperata Curtis ex With.
- Carex depressa Link
- Carex diandra Schrank
- Carex digitata L.
- Carex dioica L.
- Carex distachya Desf.
- Carex distans L. (реткокласа оштрика)
- Carex disticha Hudson
- Carex divisa Hudson (раздељена оштрика)
- Carex divulsa Stokes (испрекидана оштрика)
- Carex echinata Murray (звездаста оштрика)
- Carex elata All. (крута оштрика, бусенаста шаш)
- Carex elongata L. (ваљкаста оштрика, дугокласа шаш)
- Carex ericetorum Pollich
- Carex ferruginea Scop.
- Carex flacca Schreber (сивозелена оштрика)
- Carex flava L. (жута оштрика)
- Carex fuliginosa Schkuhr
- Carex halleriana Asso
- Carex hirta L. (длакава оштрика)
- Carex hordeistichos Vill. (јечменаста оштрика)
- Carex hostiana DC. (ивичаста оштрика)
- Carex humilis Leysser (ситна шаш, ниска оштрика)
- Carex kitaibeliana Degen ex Becherer (мекани шаш)
- Carex lasiocarpa Ehrh.
- Carex lepidocarpa Tausch
- Carex leporina L.
- Carex limosa L. (муљна оштрица)
- Carex liparocarpos Gaudin (глатка оштрица)
- Carex melanostachya Bieb. ex Willd. (црнокласа оштрика)
- Carex michelii Host
- Carex montana L. (планинска оштрика)
- Carex muricata L. (меднољуспаста оштрика)
- Carex nigra (L.) Reichard (црна оштрика, ливадска шаш)
- Carex ornithopoda Willd.
- Carex otrubae Podp.
- Carex ovalis Good.
- Carex pallescens L.
- Carex pallidula Harmaja
- Carex panicea L.
- Carex paniculata L. метласта оштрица
- Carex pendula Hudson (високи шаш, висећа оштрица)
- Carex pilosa Scop. (трепљаста оштрика, букова шаш)
- Carex pilulifera L.
- Carex praecox Schreber (рана оштрика)
- Carex pseudocyperus L.
- Carex pyrenaica Wahlenb.
- Carex remota L. (растављени шаш)
- Carex riparia Curtis (обалска шаш, велика оштрика)
- Carex rostrata Stokes
- Carex rupestris All.
- Carex secalina Willd. ex Wahlenb.
- Carex sempervirens Vill.
- Carex serotina Mérat (касна шаш, летња оштрика)
- Carex spicata Hudson (класолика оштрика)
- Carex stenophylla Wahlenb. (усколисна оштрика)
- Carex strigosa Hudson (усколисни шаш)
- Carex sylvatica Hudson (шумска оштрика)
- Carex tomentosa L. (маљава оштрика)
- Carex umbrosa Host
- Carex vesicaria L. (жути шаш)
- Carex vulpina L. (лисичја оштрика)